# Distrito Capital (Venezuela)
Der Distrito Capital ist der Hauptstadtdistrikt Venezuelas. Er hat eine Fläche von 433 km² und besteht nur aus dem Municipio Libertador. Dieser beinhaltet etwa ein Fünftel der Fläche bzw. ein Drittel der Einwohner der Hauptstadt Caracas. Als bundesunmittelbares Gebiet ist er der Sitz der Nationalversammlung und weiterer bundesstaatlicher Behörden. Er grenzt an die Bundesstaaten Vargas und Miranda.
Mit der bolivarischen Verfassung von 1999 verlor der Distrito Capital sein eigenes Parlament sowie seinen Gouverneur. Dafür wurde das Stadtgebiet Caracas' (Distrito Metropolitano de Caracas) neu gegliedert. Die Stadt übernahm die Regierungsgewalt über den Hauptstadtdistrikt sowie vier benachbarter Municipios des Bundesstaates Miranda. Am 13. April 2009 beschloss die Nationalversammlung ein Gesetz über die Schaffung einer neuen Distriktregierung. Der Gouverneur des Distrito Capital wird seither vom Staatspräsidenten ernannt. Seit dem 14. April 2009 hat Jacqueline Faria Pineda dieses Amt inne.

## Gliederung
Der Hauptstadtdistrikt gliedert sich in 22 parroquias:
1. 10101	Altagracia
2. 10102	Antímano
3. 10103	Candelaria
4. 10104	Caricuao
5. 10105	Catedral
6. 10106	Coche
7. 10107	El Junquito
8. 10108	EL Paraíso
9. 10109	El Recreo
10. 10110	El Valle
11. 10111	La Pastora
12. 10112	La Vega
13. 10113	Macarao
14. 10114	San Agustín
15. 10115	San Bernardino
16. 10116	San José
17. 10117	San Juan
18. 10118	San Pedro
19. 10119	Santa Rosalía
20. 10120	Santa Teresa
21. 10121	Sucre
22. 10122	23 de Enero

## Karten

Die 22 parroquias des Hauptstadtdistriktes
Hauptstadtdistrikt und die vier benachbarten Municipios des Bundesstaates Miranda